# Karl Staaf
Karl Gustaf Vilhelm Staaf (Estocolm, 6 d'abril de 1881 – Motala, Östergötland, 15 de febrer de 1953) va ser un atleta i tirador de corda suec que va competir a cavall del segle xix i el segle xx.
El 1900 va prendre part en els Jocs Olímpics de París en cinc proves. Quatre d'atletisme, el  llançament de martell, on acabà cinquè, el salt amb perxa, setè, el triple salt i el triple salt aturat, en què quedà eliminat en les eliminatòries prèvies. A banda, també disputà la competició del joc d'estirar la corda, en què guanyà la medalla d'or formant part de l'equip mixt, sueco-danès.